# Sicista severtzovi
Sicista severtzovi és una espècie de mamífer rosegador miomorf de la família dels dipòdids. És endèmic de l'est d'Europa (est d'Ucraïna i sud-oest de Rússia).